# Kirchturm (Heraldik)

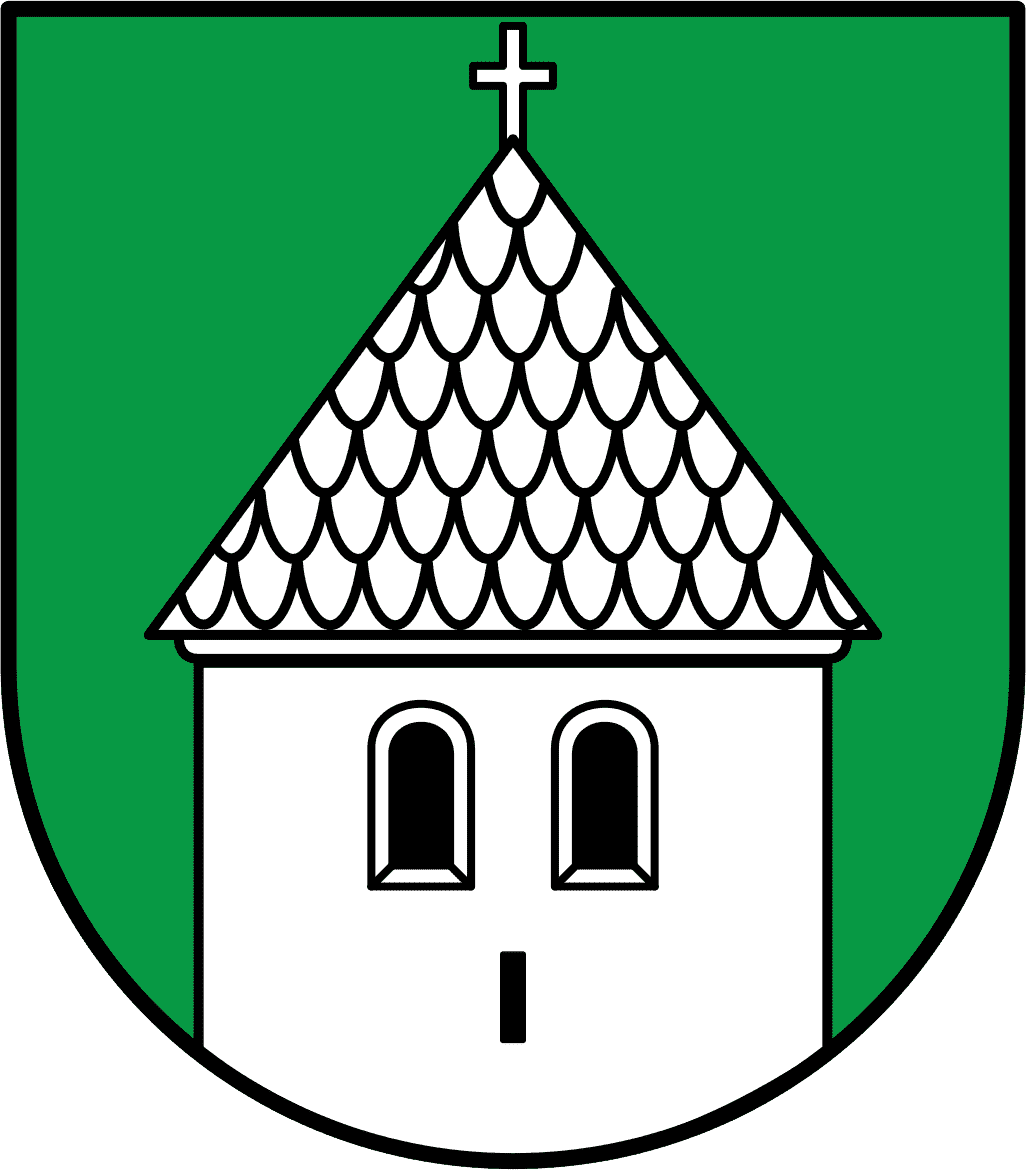
Wappen von Dirgenheim

Kirchturm im Wappen von Adlum

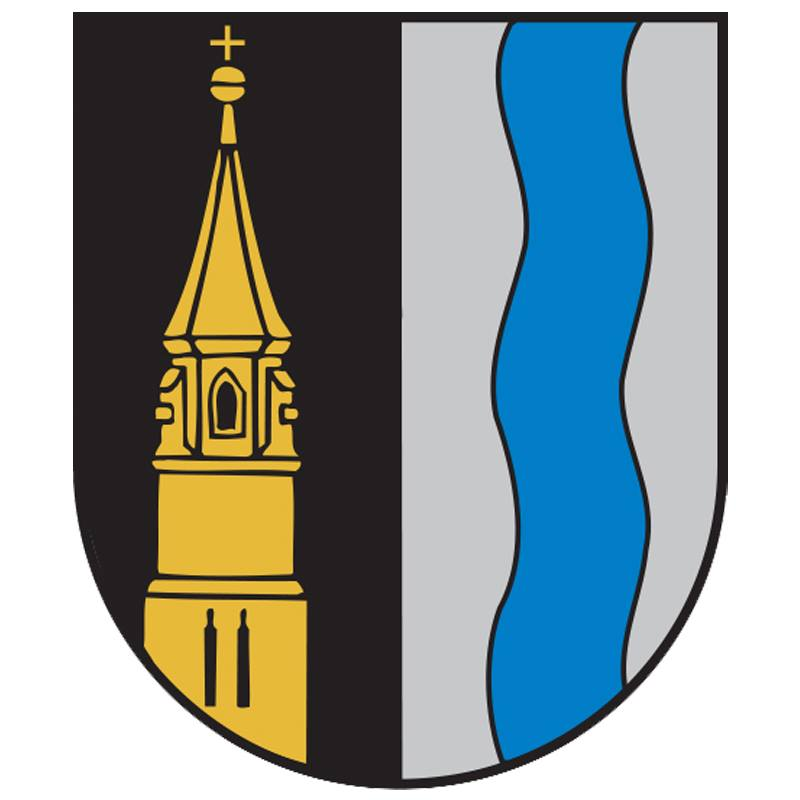
Kirchturm im Wappen von Mehrnbach

Kirchturm mit Wetterhahn im Wappen von Wusterhusen

Kirchturm im Wappen von Breitenberg (Holstein)

Der Kirchturm ist in der Heraldik eine Gemeine Figur und kann von der Wappenfigur Turm gut unterschieden werden. Er ist im Wappen oder Feld alleinstehend, meistens von schlanker Bauform und mit einem christlichen Kreuz auf der Spitze dargestellt. Bisweilen kann auch der Wetterhahn hinzukommen. Alle heraldischen Farben sind möglich, nur von der Feldfarbe muss er sich unterscheiden. Der Kirchturm erscheint im Wappen oft mit Fenster in unterschiedlicher Anzahl und Lage, auch gelegentlich mit einer Kirchentür oder einem Tor. Dies ist bei der Wappenbeschreibung zu erwähnen.
Ist der Turm mit einem Kirchengebäude dargestellt, ist es die Wappenfigur Kirche; ist er mit Glocken dargestellt, handelt es sich um einen Glockenturm.